# Đường hầm Diel
Đường hầm Diel (tiếng Slovakia: Tunel Diel) là một đường hầm đường sắt đôi thuộc địa phận làng Nimnica, vùng Trenčín, Slovakia. Đường hầm này được xây dựng trên sự di dời của tuyến đường sắt Bratislava - Žilina kết nối giữa Púchov và Považská Bystrica.

## Miêu tả
Chiều dài của đường hầm Diel là gần 1.082 mét. Ngoài ra, còn có một đường hầm thoát hiểm với chiều dài 325,15 mét. Tốc độ vận hành của đường hầm là 160 km/h, tốc độ tối đa cho phép là 200 km/h.

## Lịch sử
Đường hầm Diel được xây dựng trong tổng cộng 741 ngày. Theo kế hoạch ban đầu từ năm 2006, việc xây dựng đường hầm sẽ được khởi công vào năm 2010 và hoàn thành vào năm 2012. Tuy nhiên, trên thực tế, hợp đồng xây dựng đoạn với Hiệp hội Nimnica được ký kết vào ngày 7 tháng 7 năm 2016 và địa điểm xây dựng được bàn giao vào đầu tháng 9 năm 2016. Toàn bộ đường hầm này được thông vào tháng 5 năm 2019. Lễ khánh thành đường hầm Diel diễn ra vào ngày 17 tháng 9 vào năm tiếp theo. Toàn bộ đoạn giữa Púchov và Považská Teplá sẽ được hoàn thành vào tháng 12 năm 2021.